# Кадук амазонійський
Кадук амазонійський (Myrmotherula longipennis) — вид горобцеподібних птахів родини сорокушових (Thamnophilidae). Мешкає в Південній Америці.

## Опис
Довжина птаха становить 9 см. Самець сірий, крила темно-сірі, хвіст, горло і груди чорні. На покривних перах крил білі плямки, між крилами біла пляма. Верхня частина тіла самиці охриста-коричнева або сірувато-коричнева, нижня частина тіла кольору кориці, кінчики крил коричнюваті.

## Підвиди
Виділяють шість підвидів:
- M. l. longipennis Pelzeln, 1868 — південь Венесуели (Болівар, Амасонас), Гаяна, Французька Гвіана, Суринам, бразильська Амазонія (на схід від Амапи), південний схід Колумбії, крайній північний схід Еквадору (на північ від річки Напо), крайня північ Перу (Лорето на північ від Напо і Амазонки);
- M. l. zimmeri Chapman, 1925 — схід Еквадору (на південь від річки Напо), північний схід Перу (на південь від Напо, на північ від Амазонки і Мараньйону);
- M. l. garbei Ihering, H, 1905 — схід Перу (на південь від Амазонки і Мараньйону). південний захід бразильської Амазонії (на схід від Мадейри), північний захід Болівії (Пандо, Ла-Пас);
- M. l. transitiva Hellmayr, 1929 — від Мадейри до Тапажоса;
- M. l. ochrogyna Todd, 1927 — центральна Бразилія;
- M. l. paraensis (Todd, 1920) — південь центральної Бразилії.

## Поширення і екологія
Амазонійські кадуки живуть у підліску і середньому ярусі амазонійської сельви і у варзейських лісах на висоті до 600 м над рівнем моря (у венесуельських тепуях на висоті до 1100 м над рівнем моря).